# 赖恩·霍华德
赖恩·霍华德（英語：Rhyne Howard，2000年4月29日—），生于田纳西州查塔努加，美国女子篮球运动员。她曾代表美国参加2024年夏季奥林匹克运动会三人篮球比赛，获得一枚铜牌。